# Seznam vrcholů ve Zlatohorské vrchovině

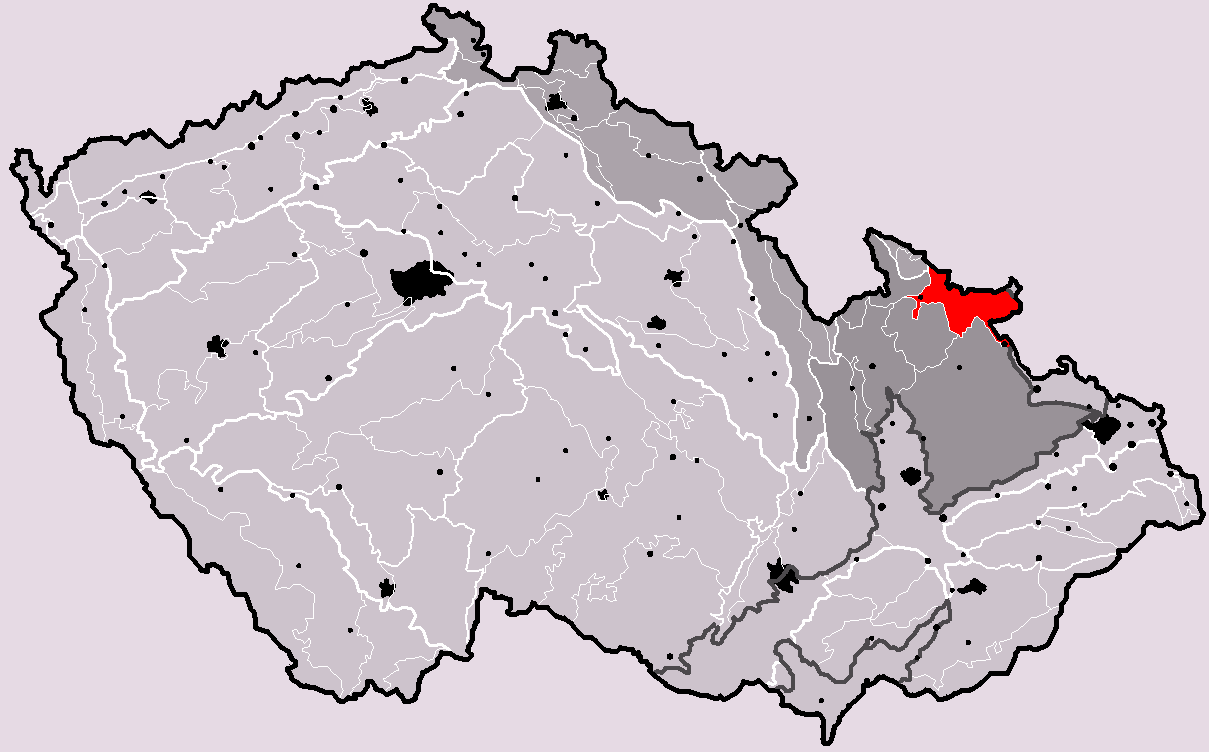
Zlatohorská vrchovina na mapě České republiky

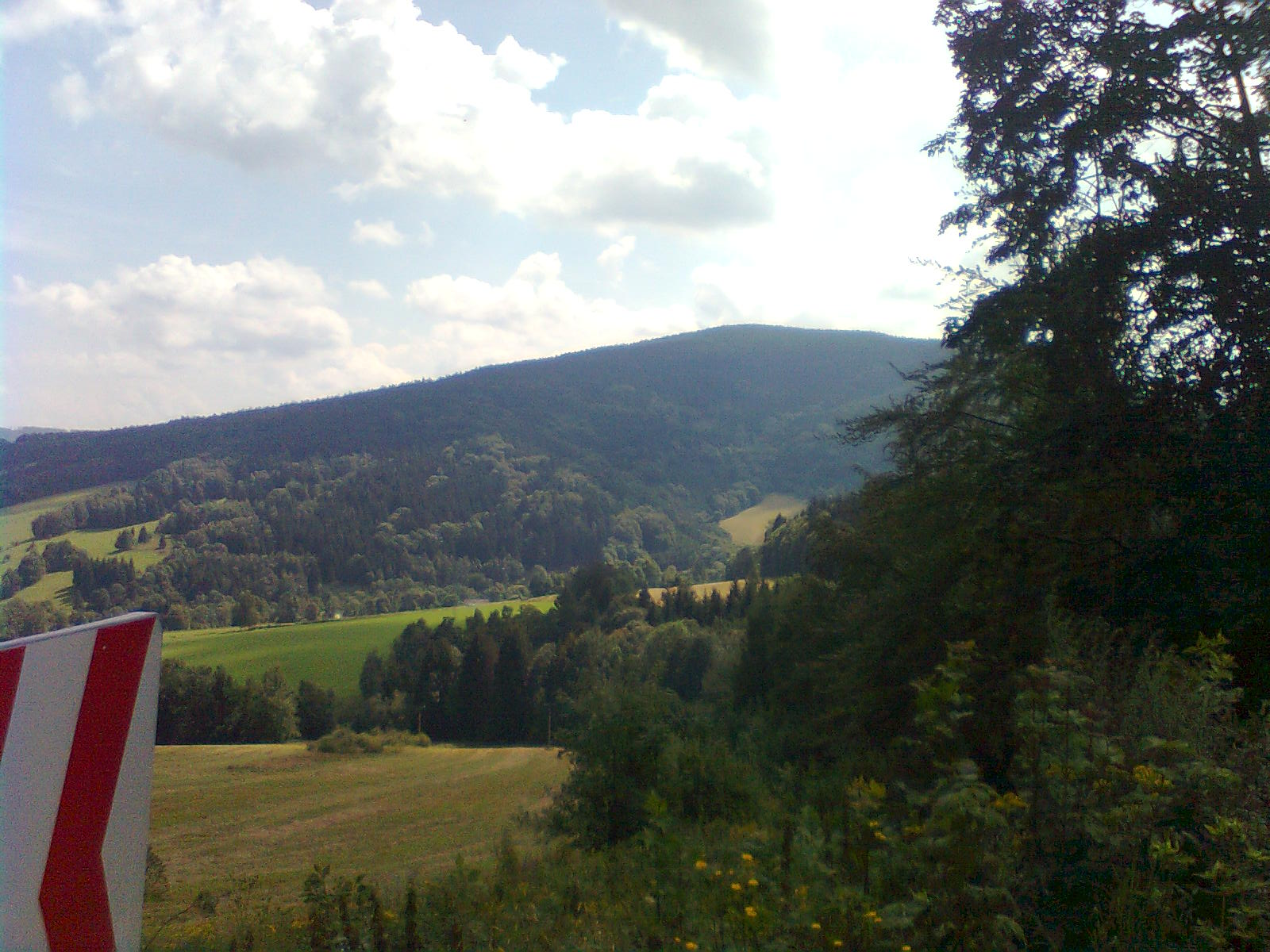
Příčný vrch (975 m)

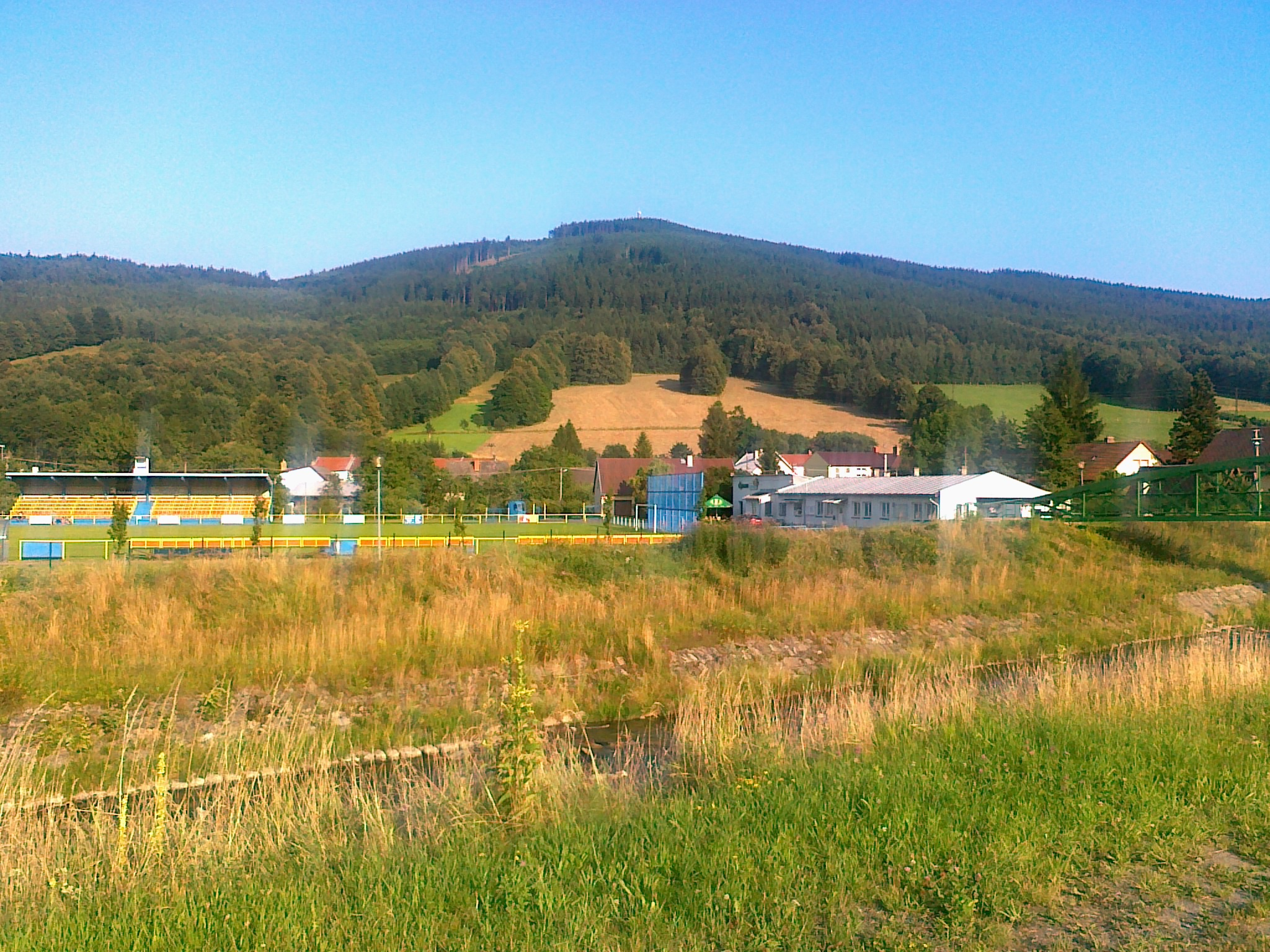
Zlatý chlum (892 m)

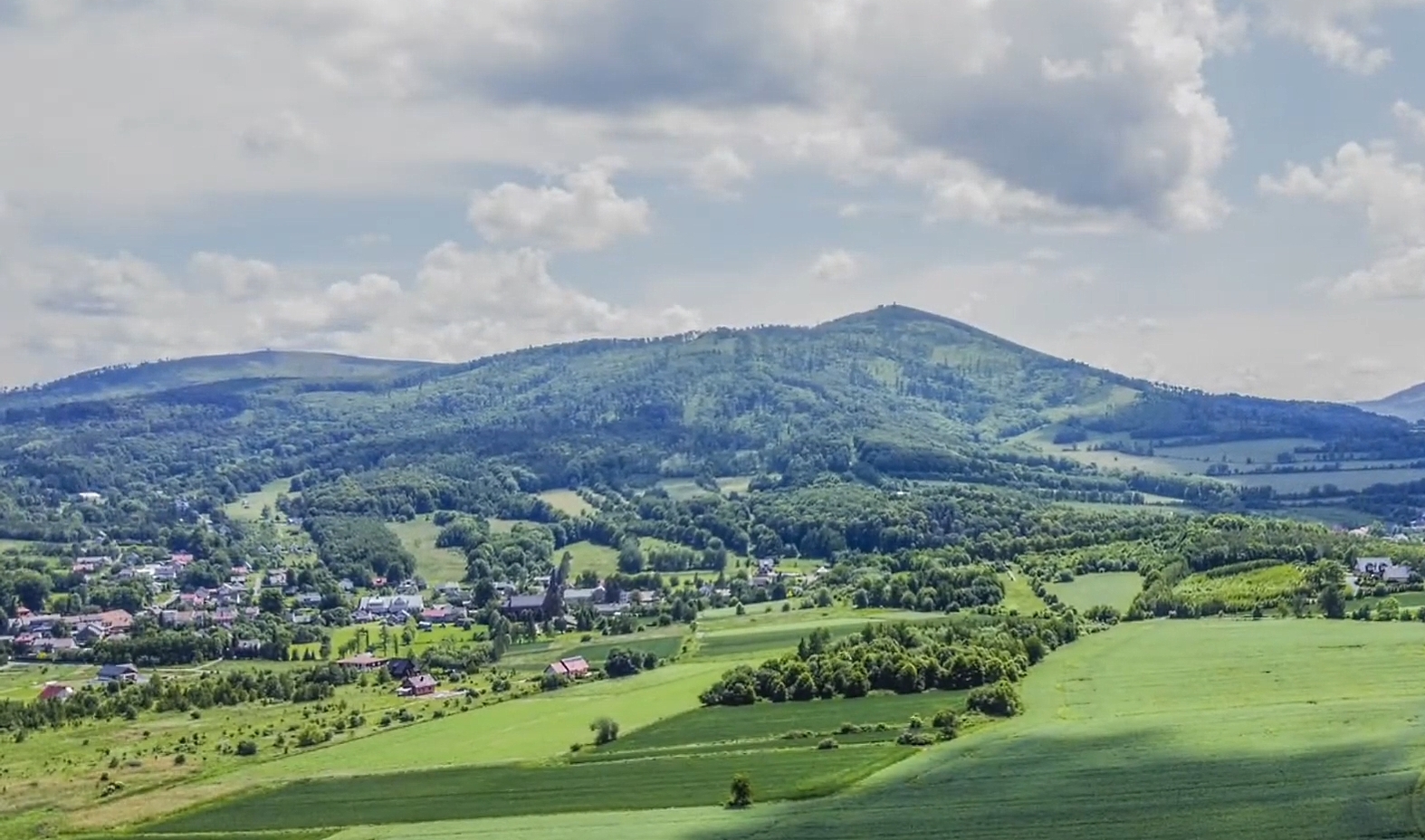
Biskupská kupa (889 m)

Seznam vrcholů ve Zlatohorské vrchovině obsahuje pojmenované zlatohorské vrcholy s nadmořskou výškou nad 800 m a dále všechny vrcholy s prominencí (relativní výškou) nad 100 m. Seznam je založen na údajích dostupných na stránkách Mapy.cz a z map Zeměměřického úřadu dostupných v Geoprohlížeči. Jako hranice pohoří byla uvažována hranice stejnojmenného geomorfologického celku. Seznam zahrnuje pouze českou část pohoří.

## Seznam vrcholů podle výšky
Seznam vrcholů podle výšky obsahuje všechny pojmenované vrcholy s nadmořskou výškou nad 800 m a prominencí alespoň 5 m. Celkem jich je 21, z toho 14 s výškou nad 850 m a 3 s výškou nad 900 m. Nejvyšší horou je Příčný vrch s nadmořskou výškou 975 m, který se nachází v geomorfologickém okrsku Heřmanovické hřbety.
| #   | Vrchol          | Výška m n. m. | Souřadnice                       | Okrsek                | Přístup                                                                          |
| --- | --------------- | ------------- | -------------------------------- | --------------------- | -------------------------------------------------------------------------------- |
| 1.  | Příčný vrch     | 975           | 50°13′10″ s. š., 17°23′02″ v. d. | Heřmanovické hřbety   | červená turistická značka                                                        |
| 2.  | Bílé skály      | 923           | 50°13′52″ s. š., 17°15′01″ v. d. | Zlatochlumský hřbet   | neznačeno                                                                        |
| 3.  | Hornické skály  | 904           | 50°12′43″ s. š., 17°23′37″ v. d. | Heřmanovické hřbety   | neznačeno                                                                        |
| 4.  | Zlatý chlum     | 892           | 50°14′11″ s. š., 17°14′22″ v. d. | Zlatochlumský hřbet   | červená turistická značka · modrá turistická značka                              |
| 5.  | Biskupská kupa  | 889           | 50°15′25″ s. š., 17°25′44″ v. d. | Biskupská kupa        | modrá turistická značka · zelená turistická značka · PLčervená turistická značka |
| 6.  | Končina         | 888           | 50°11′58″ s. š., 17°25′27″ v. d. | Artmanovská hornatina | zelená turistická značka                                                         |
| 7.  | Jelení hora S   | 887           | 50°12′22″ s. š., 17°21′19″ v. d. | Heřmanovické hřbety   | neznačeno                                                                        |
| 8.  | Jelení vrch J   | 876           | 50°09′21″ s. š., 17°23′22″ v. d. | Holčovická vrchovina  | žlutá turistická značka                                                          |
| 9.  | Jedlová         | 874           | 50°10′07″ s. š., 17°23′39″ v. d. | Holčovická vrchovina  | žlutá turistická značka                                                          |
| 10. | Bleskovec       | 872           | 50°14′03″ s. š., 17°16′49″ v. d. | Zlatochlumský hřbet   | neznačeno                                                                        |
| 11. | Zámecký pahorek | 868           | 50°13′13″ s. š., 17°20′01″ v. d. | Heřmanovické hřbety   | neznačeno                                                                        |
| 12. | Solná hora      | 867           | 50°12′39″ s. š., 17°27′14″ v. d. | Artmanovská hornatina | žlutá turistická značka                                                          |
| 13. | Kopule          | 867           | 50°10′38″ s. š., 17°23′06″ v. d. | Holčovická vrchovina  | neznačeno                                                                        |
| 14. | Tisová          | 866           | 50°09′46″ s. š., 17°23′23″ v. d. | Holčovická vrchovina  | žlutá turistická značka                                                          |
| 15. | Větrník         | 844           | 50°08′12″ s. š., 17°23′43″ v. d. | Holčovická vrchovina  | neznačeno                                                                        |
| 16. | Zelený vrch     | 834           | 50°14′14″ s. š., 17°16′11″ v. d. | Zlatochlumský hřbet   | neznačeno                                                                        |
| 17. | Ostrý           | 820           | 50°08′24″ s. š., 17°24′25″ v. d. | Holčovická vrchovina  | neznačeno                                                                        |
| 18. | Rokytník        | 819           | 50°09′24″ s. š., 17°24′44″ v. d. | Holčovická vrchovina  | neznačeno                                                                        |
| 19. | U pomníku       | 815           | 50°13′33″ s. š., 17°17′43″ v. d. | Zlatochlumský hřbet   | neznačeno                                                                        |
| 20. | Tisový          | 811           | 50°13′04″ s. š., 17°15′40″ v. d. | Zlatochlumský hřbet   | neznačeno                                                                        |
| 21. | Větrná          | 803           | 50°13′58″ s. š., 17°25′34″ v. d. | Biskupská kupa        | žlutá turistická značka                                                          |

## Seznam vrcholů podle prominence

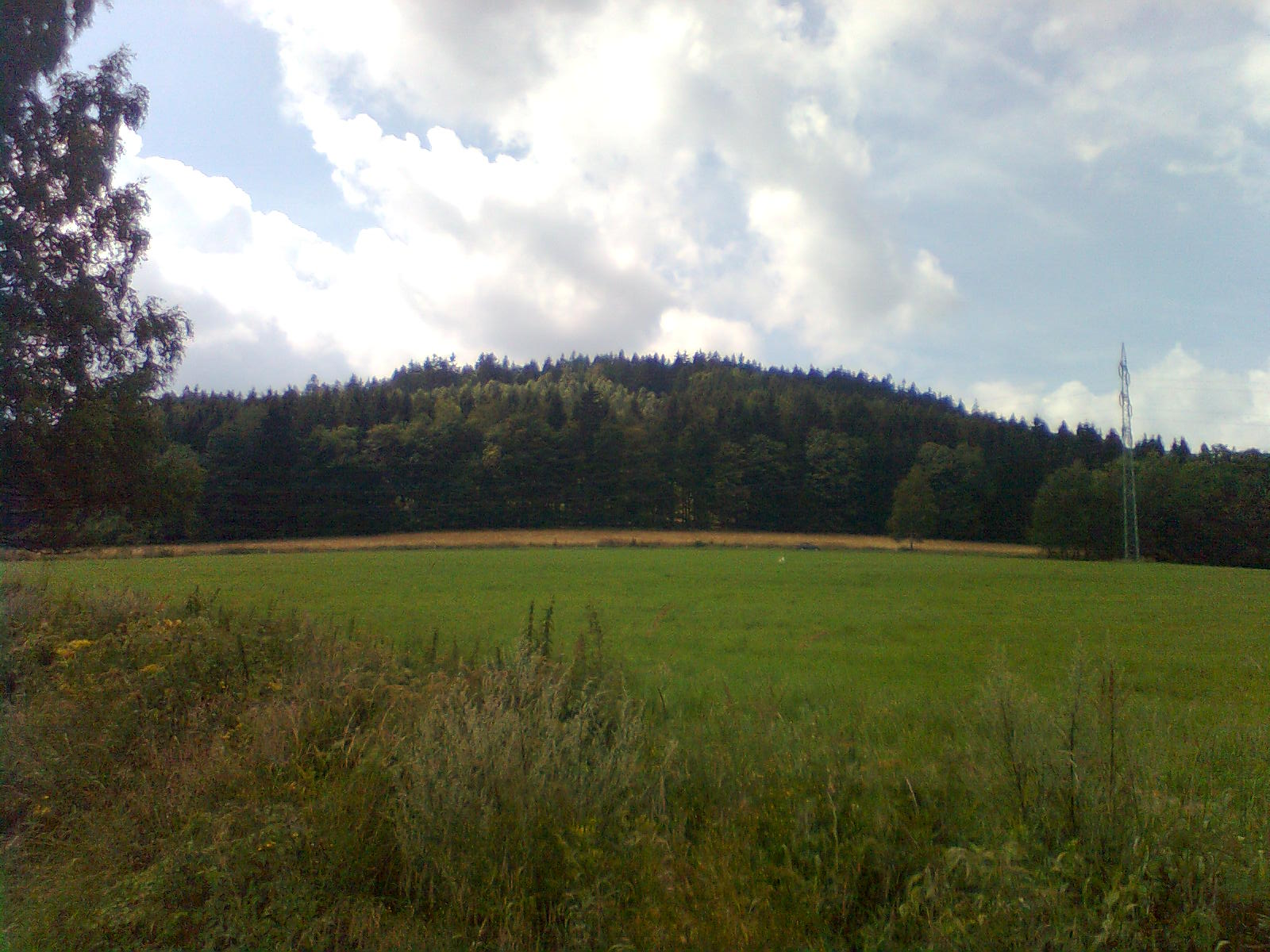
Zámecký pahorek (868 m)

Seznam vrcholů podle prominence obsahuje všechny zlatohorské vrcholy s prominencí (relativní výškou) nad 100 m bez ohledu na nadmořskou výšku. Celkem jich je 10. Nejprominentnějším vrcholem je nejvyšší Příčný vrch (257 m), který se nachází v geomorfologickém okrsku Heřmanovické hřbety.
| #   | Vrchol          | Výška m n. m. | Promi- nence | Izolace (km)         | Souřadnice                       | Přístup                                                                          |
| --- | --------------- | ------------- | ------------ | -------------------- | -------------------------------- | -------------------------------------------------------------------------------- |
| 1.  | Příčný vrch     | 975           | 257          | 5,4 → Stará hora     | 50°13′10″ s. š., 17°23′02″ v. d. | červená turistická značka                                                        |
| 2.  | Biskupská kupa  | 889           | 181          | 4,8 → Příčný vrch    | 50°15′25″ s. š., 17°25′44″ v. d. | modrá turistická značka · zelená turistická značka · PLčervená turistická značka |
| 3.  | Kobyla          | 574           | 176          | 4,0 → Měsíčný        | 50°11′53″ s. š., 17°36′19″ v. d. | neznačeno                                                                        |
| 4.  | Končina         | 888           | 175          | 2,5 → Hornické skály | 50°11′58″ s. š., 17°25′27″ v. d. | zelená turistická značka                                                         |
| 5.  | Jelení vrch J   | 876           | 171          | 2,8 → Medvědí vrch   | 50°09′21″ s. š., 17°23′22″ v. d. | žlutá turistická značka                                                          |
| 6.  | Bílé skály      | 923           | 152          | 4,0 → Kazatelny      | 50°13′52″ s. š., 17°15′01″ v. d. | neznačeno                                                                        |
| 7.  | Zámecký pahorek | 868           | 121          | 1,9 → Zámecký vrch   | 50°13′13″ s. š., 17°20′01″ v. d. | neznačeno                                                                        |
| 8.  | Jelení hora S   | 887           | 109          | 1,8 → Zámecký vrch   | 50°11′55″ s. š., 17°21′11″ v. d. | neznačeno                                                                        |
| 9.  | Strážnice       | 494           | 102          | 3,2 → Kobyla         | 50°13′55″ s. š., 17°35′55″ v. d. | modrá turistická značka                                                          |
| 10. | Vysoká          | 440           | 102          | 2,5 → Velký kopec    | 50°15′59″ s. š., 17°34′28″ v. d. | neznačeno                                                                        |